# Plagithmysus collaris
Plagithmysus collaris là một loài bọ cánh cứng trong họ Cerambycidae.